# الفقر في أفغانستان

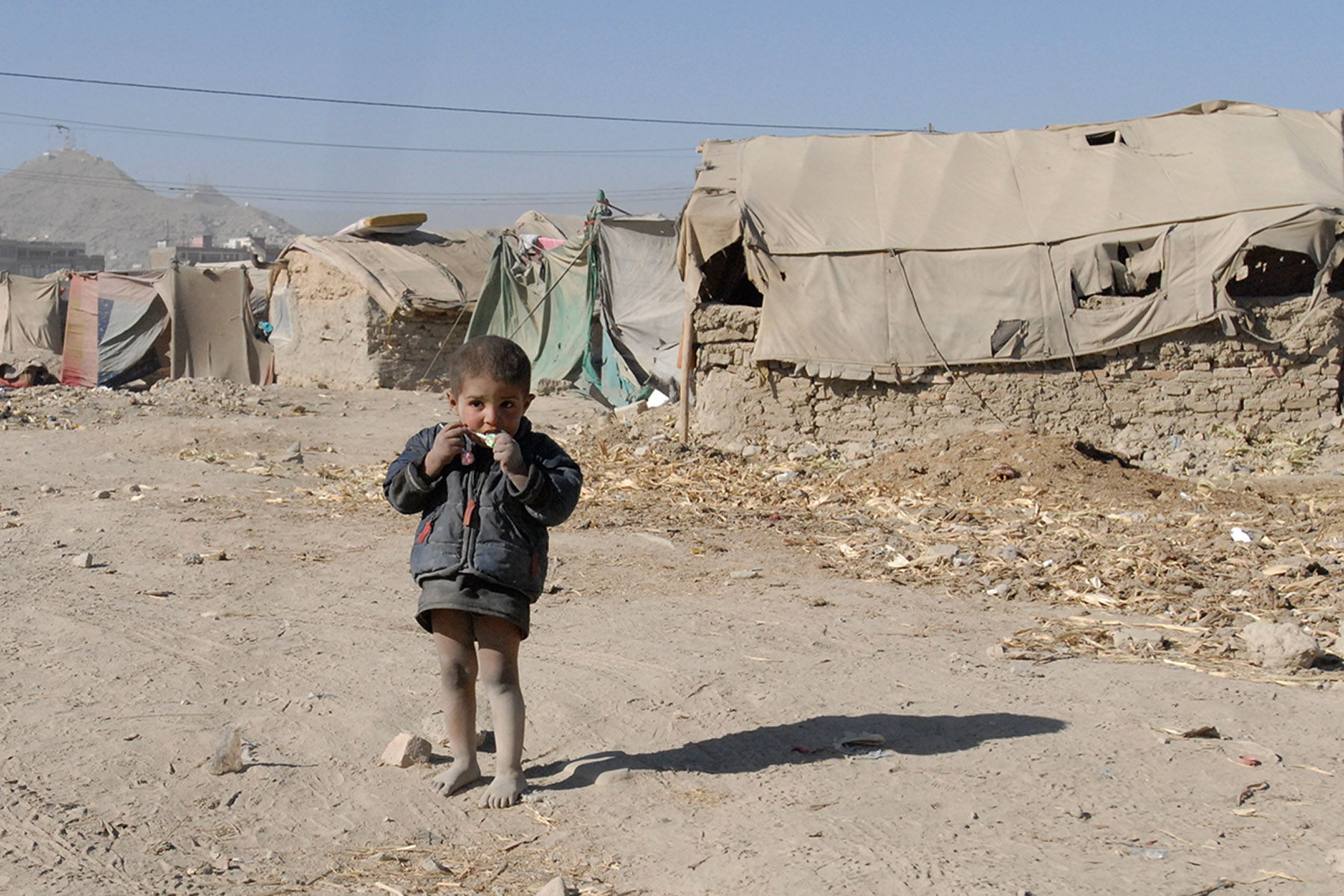
لاجئ أفغاني يأكل قطعة حلوى قدمها له جندي أمريكي. وهو واحد من مئات الأفغان الذين يعيشون في حقل ترابي وسط كابول.

ينتشر الفقر في أفغانستان على نطاق واسع في المناطق الريفية والحضرية. ومع ذلك، تشير التقديرات إلى أن الفقر في أفغانستان يتركز بشكل رئيسي في المناطق الريفية. وتشير التقديرات إلى أن أربعة من كل خمسة فقراء يعيشون في المناطق الريفية. في هذه المناطق الريفية، تشهد الأسر التي لا تحصل على ما يكفي من التغذية الكافية إصابة العديد من الرضع والأطفال بالتقزم وسوء التغذية والموت كل عام. المناطق في أفغانستان حيث ما يقرب من نصف السكان فقراء هي المناطق الشرقية والشمالية الشرقية والغرب الوسطى. ووفقاً لتقديرات الحكومة الأفغانية، يعيش 42% من إجمالي سكان أفغانستان تحت خط الفقر. كما أن 20% من الأشخاص الذين يعيشون فوق خط الفقر مباشرة معرضون بشدة للوقوع في الفقر.

## الأسباب
يمكن أن يرتبط الارتفاع الأخير في معدلات الفقر في أفغانستان بالركود الاقتصادي. ويتم تعريف خط الفقر حاليًا على أنه دخل 70 للأفغاني في اليوم، أي ما يعادل حوالي دولار أمريكي واحد. أفاد مسح الظروف المعيشية في أفغانستان (ALCS) أن معدل الفقر الوطني ارتفع من 38% في الفترة 2011-2012 إلى 55% في الفترة 2016-2017، ويرجع ذلك إلى تباطؤ النمو الاقتصادي وتدهور الوضع الأمني كسببين. ويعيش أكثر من نصف السكان على أقل من دولار واحد في اليوم. وأظهرت نتيجة أخرى من نفس التقرير أنه من الفقر تتفرع العديد من المشاكل الأخرى، حيث ارتفع انعدام الأمن الغذائي بنسبة 14.5٪ في خمس سنوات، وعلى الرغم من النمو السكاني الكبير، أصبحت الصناعة الزراعية والبطالة أسوأ بشكل متزايد. وفقًا لأزاراخش حافظي، عضو غرفة التجارة الأفغانية، لا يمكن لاقتصاد السوق في أفغانستان أن يعمل بدون البنية التشريعية اللازمة في الحكومة.
انتقاد آخر يوجهه أعضاء غرفة أفغانستان هو أن المساعدات الخارجية تسبب ضررًا أكبر من المساعدة، حتى أنها تخلق اقتصادًا مصطنعًا يعتمد على المساعدات الخارجية. على الرغم من هذه الصرخة ضد المساعدات الخارجية، نشر مكتب الأمم المتحدة لتنسيق الشؤون الإنسانية (OCHA) أنه في خطة الاستجابة الإنسانية لأفغانستان لعام 2018، سيتم التبرع بما يقدر بنحو 83,368,135 دولارًا أمريكيًا لقطاع الأمن الغذائي والزراعة في الاقتصاد.

## التقارير
تم إصدار تحديث حالة الفقر في أفغانستان بالاشتراك بين وزارة الاقتصاد في حكومة جمهورية أفغانستان الإسلامية والمصرف الدولي. واستخدمت بيانات التقييم الوطني للمخاطر ونقاط الضعف (NRVA)، ووفقاً لتقييمها، ظل 36% من السكان الأفغان فقراء في الفترة 2007-2008 وفي عام 2012. وهذا يعني أن أكثر من واحد من كل ثلاثة أفغان لم يكن لديه ما يكفي من المال لشراء الطعام أو تلبية احتياجاتهم الأساسية. وكان هذا الأمر محيرًا أيضًا حيث بلغ معدل نمو الناتج المحلي الإجمالي خلال نفس الفترة 6.9%. وجاء في تقرير نشرته منظمة الأمم المتحدة للطفولة عام 2018، أنه للمرة الأولى منذ عام 2002، ارتفع معدل الأطفال خارج المدرسة، خاصة في المحافظات الفقيرة.
حتى عام 2017، لم يتم إجراء أي رصد حكومي لفقر الأطفال في أفغانستان. بدأت مبادرة أكسفورد للفقر والتنمية البشرية العمل بالتعاون مع منظمة الإحصاء المركزية ومنظمة الأمم المتحدة للطفولة في أفغانستان لمساعدة الحكومة الأفغانية في وضع سياسات وميزانيات للمساعدة في التخفيف من حدة الفقر بين الأطفال.

## التخفيف

### استراتيجية التنمية الوطنية لأفغانستان (ANDS)
كانت استراتيجية التنمية الوطنية الأفغانية (ANDS) 2008-2013 بمثابة ورقة استراتيجية الحد من الفقر في أفغانستان (PRSP) واستخدمت اتفاق أفغانستان (2006) كأساس. تم إطلاق استراتيجية التنمية الوطنية لأفغانستان (ANDS) لتكون بمثابة استراتيجية الحد من الفقر في البلاد. ويحدد العوامل التي تساهم في الفقر مثل الافتقار إلى البنية التحتية، ومحدودية الوصول إلى الأسواق، وعدم المساواة الاجتماعية، والصراع التاريخي والمستمر، ومختلف القيود الإنتاجية.
حتى عام 2017، لم يتم إجراء أي رصد حكومي لفقر الأطفال في أفغانستان. بدأت مبادرة أكسفورد للفقر والتنمية البشرية العمل بالتعاون مع منظمة الإحصاء المركزية ومنظمة الأمم المتحدة للطفولة في أفغانستان لمساعدة الحكومة الأفغانية في وضع سياسات وميزانيات للمساعدة في تخفيف فقر الأطفال. من أجل المساعدة في إعادة تشغيل نظام الصحة العامة في أفغانستان بعد سقوط طالبان، تم إنشاء وزارة الصحة العامة الأفغانية على أساس الحزمة الأساسية للخدمات الصحية في عام 2002. وكشف تحليل فعالية هذه الخطة أنه على الرغم من نجاح الخطة وفي تنفيذ الحزمة لكل من الأسر المعوقة أو التي ترأسها النساء، ظل الفقراء محرومين من الوصول إلى المراكز الصحية والمستشفيات ومقدمي الخدمات الخاصة الذين يحتاجون إلى مدفوعات من أموالهم الخاصة.
أصدرت مفوضية الأمم المتحدة لشؤون اللاجئين برنامجًا للمساعدة في توفير المأوى بعد العودة لمساعدة الأفغان النازحين العائدين إلى أفغانستان بعد أن كانوا لاجئين في البلدان المجاورة. وقد تبين أن هناك انخفاضًا بنسبة 3٪ في التشرد في المناطق التي تم وضع هذه الخطة فيها.

## حسب المحافظة
اعتبارًا من عام 2017، تم تحديد مقاطعات كابول وكابيسا وبانجشير وباكتيكا ولوجار باعتبارها المقاطعات الأقل فقرًا في المتوسط، في حين كانت بادغيس ونورستان وقندوز وزابول وسامنجان من بين أفقر المقاطعات. وكانت المقاطعات التي تعاني من الفقر الأكثر تعددية الأبعاد هي هرات، ونانغرهار، وقندهار، وقندوز، وفارياب.